# Campeonato Neerlandés de Fútbol 1892-93
El Campeonato Neerlandés de Fútbol 1892/93 fue la quinta edición del campeonato de fútbol de los Países Bajos. Cinco equipos de las ciudades de Ámsterdam, La Haya, Haarlem y Róterdam participaron en la competición que más tarde se llamaría Eerste Klasse Occidental. Pero desde el distrito occidental de fútbol de los Países Bajos fue el único en tener un campeonato hasta el momento, podría ser considerado como un campeonato nacional. Koninklijke HFC ganó el campeonato, sin embargo este campeonato no fue oficial, ya que los equipos no jugaron un igual número de partidos.

## Tabla de posiciones
| Pos. | Equipo             | PJ | PG | PE | PP | GF | GC | Pts | DG  | Notas                                 |
| ---- | ------------------ | -- | -- | -- | -- | -- | -- | --- | --- | ------------------------------------- |
| 1    | Koninklijke HFC    | 5  | 3  | 2  | 0  | 23 | 7  | 8   | +16 |                                       |
| 2    | RAP                | 4  | 3  | 1  | 0  | 18 | 7  | 7   | +9  |                                       |
| 3    | HVV Den Haag       | 6  | 3  | 1  | 2  | 11 | 13 | 7   | -2  |                                       |
| 4    | RC en VV Rotterdam | 6  | 2  | 2  | 2  | 8  | 11 | 6   | -3  | No participa en la próxima temporada. |
| 5    | Victoria Rotterdam | 7  | 0  | 0  | 7  | 5  | 27 | 0   | -18 |                                       |

PJ = Partidos jugados; PG = Partidos ganados; PE = Partidos empatados; PP = Partidos perdidos; GF = Goles a favor; GC = Goles en contra; Pts = Puntos; DG = Diferencia de goles
|                                    |
| Campeón Koninklijke HFC 2.° título |